# 小行星5216
小行星5216（英語：5216）是一颗围绕太阳公转的小行星。1941年4月16日，利斯·奧特瑪在图尔库发现了此天体。
这颗小行星的绝对星等为191.6460965720732等。